# Joseph-Octave Mousseau
Pour les articles homonymes, voir Mousseau.
Joseph-Octave Mousseau (2 août 1875 à Saint-Polycarpe - 2 décembre 1965 à Montréal) est un homme politique québécois. Il était député libéral du district électoral de Soulanges de 1904 à 1914. Il a été président du comité permanent sur les bills privées, ce qui l'a fait tremper dans l'affaire Mousseau-Bérard-Bergevin, entraînant sa démission comme député le 28 janvier 1914.

## Biographie

### Naissance et famille
Joseph-Octave Mousseau est né le 2 août 1875 à Saint-Polycarpe. Son père, Joseph-Octave Mousseau, lui aussi, a été député à la Chambre des communes. En plus de son père, Mousseau fait partie d'une famille où plusieurs personnes se sont impliquées en politique. Son oncle, Joseph-Alfred Mousseau a été premier ministre du Québec de 1882 à 1884, son beau-frère, Joseph-Rodolphe Ouimet, a été député libéral à la Chambre des communes de 1922 à 1925 et son cousin Omer Dostaler a été lui aussi député libéral à l'Assemblée nationale. Il est aussi le petit-neveu de Pierre-Eustache Dostaler et l'arrière-petit-fils d'Alexis Mousseau. Il eut trois épouses durant sa vie : Clara Gagné (mariage en 1899, Annette Mousseau (1917 et Cécile Langlois (1955).

### Carrière
Mousseau fait ses études en droit à l'Université Laval à Montréal avait d'accéder au barreau du Québec le 22 janvier 1897. Il se présenta une première fois avec le Parti libéral du Québec à une élection provinciale, lors d'une partielle dans Soulanges le 3 octobre 1902. Il fut défait par le conservateur Arcade-Momer Bissonnette par seulement 21 voix. Il réussira toutefois à le défaire lors de l'élection générale suivante, en 1904. Mousseau sera réélu lors des élections de 1908 et de 1912. Durant son troisième mandat, il occupera la fonction de Whip du gouvernement (1913-1914).

### Démission
En 1914, Joseph-Octave Mousseau est forcé de démissionner lors du point culminant de l'affaire Mousseau-Bérard-Bergevin. En 1913, Mousseau accepte un pot-de-vin de 9 500 $ de la part de faux promoteurs américains, afin de faire adopter par le gouvernement libéral, un projet de loi privée visant à constituer en corporation la Montreal Fair Association of Canada. Les promoteurs sont en fait des journalistes du Montreal Daily Mail qui montreront l'affaire au grand jour. Le 28 janvier 1914, Mousseau démissionne de même que deux conseillers législatif libéraux : Louis-Philippe Bérard et Achille Bergevin.
Joseph-Octave Mousseau décède le 2 décembre 1965 à l'âge de 90 ans.